# Festival de Cinema de Jerusalém
O Festival de Cinema de Jerusalém (em hebraico: פסטיבל הקולנוע ירושלים; romaniz.: Festivál ha-Kolnóa Yerushaláyim, em árabe: مهرجان القدس السينمائي; romaniz.: Maḥraǧān al-Quds al-Sīnimāʾī) é um festival internacional de cinema realizado anualmente em Jerusalém. Criado em 1984 por Lia van Leer, diretora da Cinemateca de Jerusalém [en] e do Arquivo de Filmes Israelense, consolidou-se como o principal evento cinematográfico de Israel, atraindo cineastas e entusiastas de todo o mundo. Ao longo de dez dias, mais de 200 filmes de cerca de 60 países são exibidos, além de uma ampla programação paralela composta por eventos especiais, mesas de discussão, palestras com cineastas locais e internacionais de destaque, bem como oficinas e atividades voltadas à indústria audiovisual.
O Festival de Cinema de Jerusalém realiza sua tradicional cerimônia de abertura na Piscina do Sultão [en], localizada a oeste do Monte Sião, reunindo entusiastas do cinema, autoridades públicas e convidados especiais.

## História

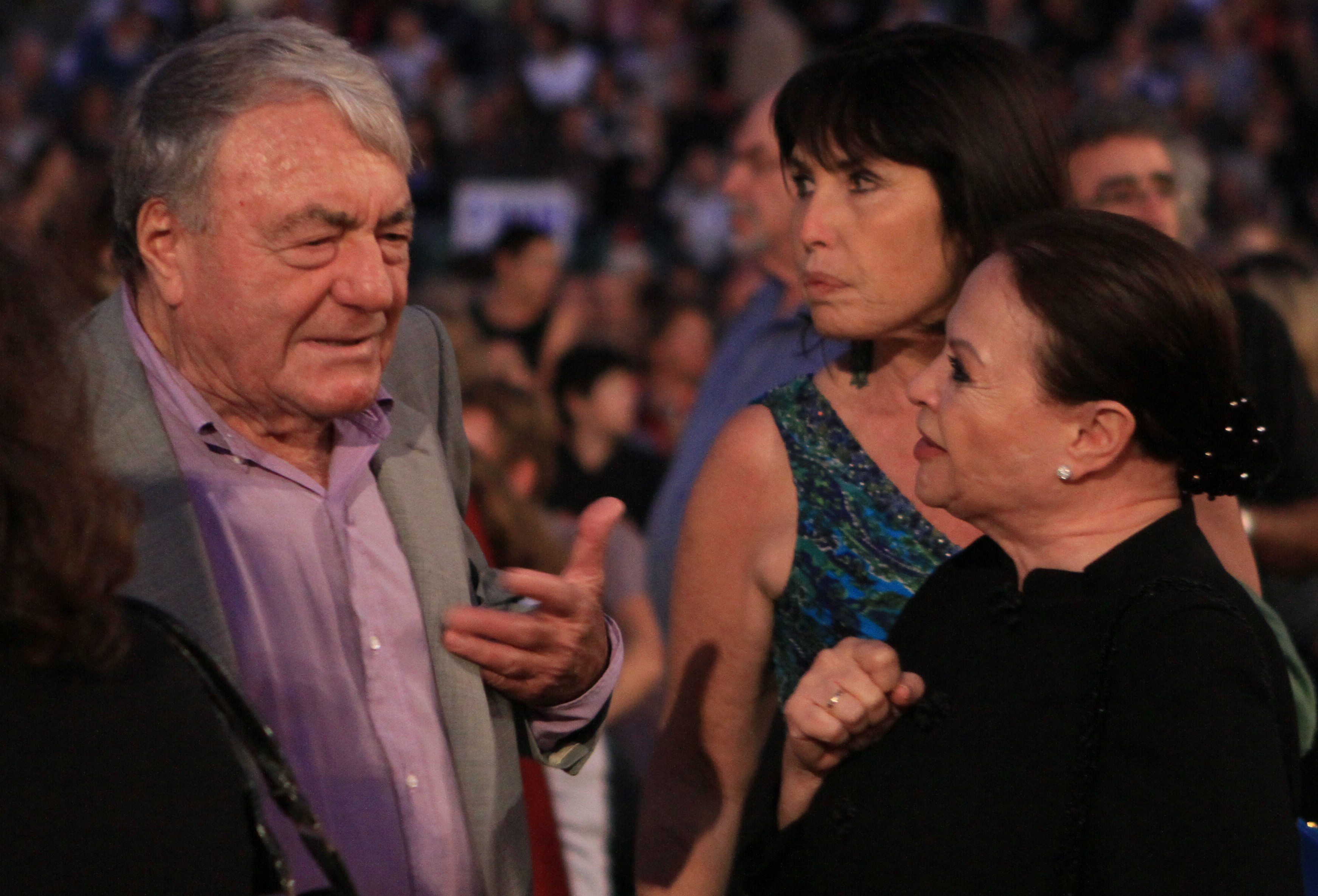
Gila Almagor e Claude Lanzmann no Festival de Cinema de Jerusalém, 2010

O festival foi fundado por Lia Van Leer, laureada com o Prêmio Israel e fundadora da Cinemateca de Jerusalém e do Arquivo de Filmes Israelense. Após ser convidada a integrar o júri do Festival de Cannes de 1983, Van Leer decidiu criar o primeiro festival internacional de cinema de Israel. Já em sua primeira edição, o Festival recebeu figuras cinematográficas de destaque como Jeanne Moreau, Lillian Gish, Warren Beatty e John Schlesinger.
O evento é realizado em Jerusalém Ocidental, sob ocupação israelense, mas também reivindicada como capital pela Palestina, especialmente a área que compreende Jerusalém Oriental e, por isso, tem sido alvo de pedidos de boicote por parte do movimento Boicote, Desinvestimento e Sanções (BDS). Inclusive, o Festival de Cinema Árabe de Jerusalém (JAFF) também é sediado em Jerusalém, na região oriental.

## Categorias de premiação

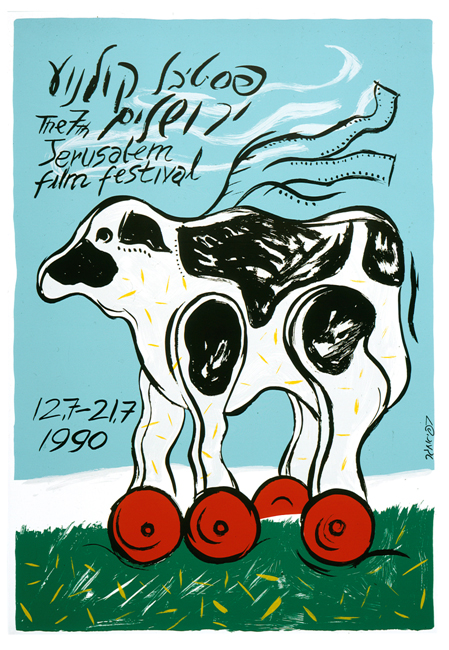
Cartaz da sétima edição do Festival de Cinema de Jerusalém (1990)

### Prêmios para o cinema israelense
O festival concede prêmios para os melhores filmes internacionais. Outros prêmios incluem:
- Prêmio In the Spirit of Freedom, destinado a obras que abordam luta por justiça e liberdade
- Prêmio Intersections, destinado a filmes experimentais
- Prêmio de Estreia Internacional, destinado a estreias internacionais
- Prêmio Jewish Experience, destinado a filmes que tratam de questões relacionadas à identidade e à história judaica
- Prêmio Wim van Leer, destinado a estudantes do ensino médio[9]